# طارق عبد الرحمن
طارق عبد الرحمن لاعب عراقي سابق بكرة القدم، انضم لصفوف منتخب شباب العراق لفترة قصيرة في منتصف ثمانينات القرن الماضي دون أن يلعب ولو مباراة واحدة حيث استبعد عن صفوف منتخب الشباب، لعب لنادي أربيل العراقي، وكان من بين أفضل مهاجمي العراق في ثمانينات القرن الماضي.
لعب لفريق نادي الشرطة العراقي لفترة محددة.

## اعتزاله
في سنة 2003 كرمه نادي اربيل وأقام له مباراة إعتزالية تقديراً لما قدمه لناديه ولكرة العراقية مع منتخب العراقي.